# فلاديسلاف ياكوفليف
فلاديسلاف ياكوفليف (بالقازاقية: Владислав Яковлев) هو مجدف كازاخستاني، ولد في 1993 في تميرتاو في كازاخستان.

## وصلات خارجية
- فلاديسلاف ياكوفليف على موقع الاتحاد الدولي للتجديف (الإنجليزية)
- فلاديسلاف ياكوفليف على موقع اللجنة الأولمبية الدولية (الإنجليزية)
- فلاديسلاف ياكوفليف على موقع أوليمبيديا (الإنجليزية)